# Seznam iranskih raziskovalcev
Seznam iranskih raziskovalcev.

## A
- Ahmad ibn Rustah

## K
- Naser Khosrow

## O
- Issa Omidvar
- Abdollah Omidvar

## S
- Zayn al-Abidin Shirvani